# Lancia 2000

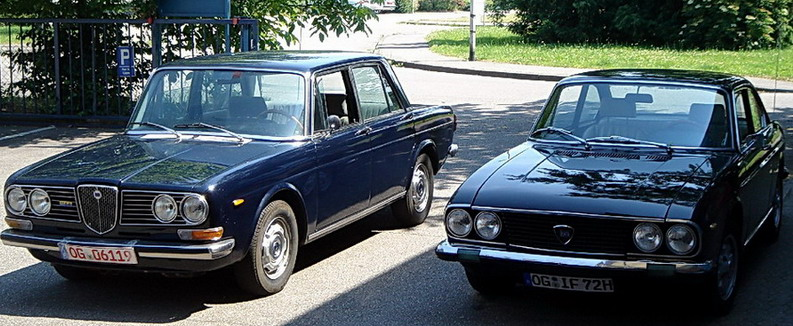
Lancia 2000 Berline et Coupé

La Lancia 2000 est une voiture fabriquée par le constructeur italien Lancia en remplacement de la Lancia Flavia, de 1971 à 1975.
Conçue par l'équipe technique du bureau d'études Lancia avant son rachat par Fiat en 1969, la Lancia 2000 était une évolution, dans ses versions berline et coupé, de la Flavia.

## La 2000 berline
La 2000 berline conserva toute la partie centrale de la carrosserie (toit, portières et habitacle) ainsi que la base mécanique, à l'exception du moteur porté à 2000 de cylindrée et équipé de l'injection, de la Flavia II° série.
Les modifications les plus importantes ont concerné la face avant et notamment la calandre qui reprenait les lignes traditionnelles de la marque, dans le style des années 1970, ainsi que la malle arrière plus simple et carrée. Les finitions de l'habitacle étaient, comme de coutume chez Lancia, traitées de manière très luxueuse et raffinée.
La mécanique restait fidèle aux principes mis en œuvre sur la Flavia, moteur boxer porté à 2 litres de cylindrée, traction avant, le tout monté sur un châssis intermédiaire et 4 freins à disques avec un puissant servofrein agissant comme toujours sur un circuit "Superduplex" breveté Lancia.
Le moteur de 1 800 cm3 fut remplacé par un nouveau 4 cylindres boxer de 1 991 cm3, développant 115 cv dans sa version carburateurs et 126 cv avec une injection Bosch D électronique.
La boîte de vitesses comportait 4 rapports sur la version à carburateurs et 5 pour la version injection 200 IE.
Depuis l'arrêt de la fabrication du très haut de gamme Lancia qu'était la prestigieuse Flaminia, la "2000" devait assurer la fonction de sommet de gamme. C'est pourquoi Lancia dota cette version de tous les accessoires nécessaires à ce type de voiture. Du bois ornait le tableau de bord, le traditionnel velours mais encore plus épais et soyeux habillait les fauteuils qui, en option, pouvaient être recouverts de cuir. L'équipement comprenait notamment la direction assistée, l'air conditionné, les vitres électriques et les toiles pare soleil intérieurs. Un ensemble d'accessoires qu'aucune autre voiture ne pouvait offrir, même en option payante.
En raison des coûts de fabrication élevés, les nouveaux maîtres des lieux, le groupe Fiat Auto, ne fut pas favorable à la mise sur le marché de ce modèle qui était déjà prêt depuis 1969 et la direction tergiversa quelque peu avant de décider la mise en production en 1971, surtout du fait de l'absence de projet abouti de remplacement.
La "2000", sera considérée par les clients les plus passionnés comme la "dernière vraie Lancia", en raison de la très haute qualité de fabrication qui reprenait plus le style artisanal que la série industrielle. Les modèles suivants, conçus sous l'égide du bureau d'études Fiat de Turin, comme les Lancia Beta et Lancia Gamma connurent les réticences de la clientèle traditionnelle, réticences qui ont été définitivement oubliées et effacées avec l'entrée en production de la Lancia Thema.
La Lancia 2000 berline restera en fabrication jusqu'en 1974 pour seulement 14.319 exemplaires.

## La 2000 Coupé

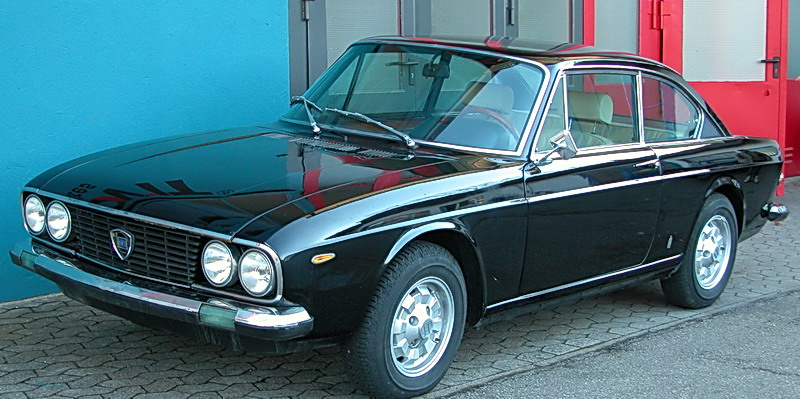
Lancia 2000 HF Coupé 1972

La version Coupé, comme la berline, sera une évolution de la précédente Flavia Coupé II° série dont le dessin était dû au crayon du maître Pininfarina. Les modifications apportées à la carrosserie furent minimes, nouvelle calandre noire en remplacement des chromes, pare-chocs recouverts d'une bande de caoutchouc. La finition de l'habitacle ne subit aucun changement, les équipements techniques de série reprenaient la longue liste de ceux de la berline.
Les moteurs étaient les mêmes que ceux de la berline, dans ses deux variantes, carburateurs ou injection électronique. La Coupé HF se reconnaissait par ses jantes en alliage. Toutes les versions Coupé recevaient une boîte à 5 vitesses.
La production des versions Coupés s'articule en : 1.399 exemplaires "2000 Coupé et 1.229 ex "2000 I.E. Coupé HF".

## Production
| Version            | Dates production | Nb exemplaires |
| ------------------ | ---------------- | -------------- |
| 2000               | 1971 à 1974      | 8.844          |
| 2000 i.e.          | 1972 à 1974      | 5.475          |
| 2000 Coupé         | 1971 à 1974      | 1.399          |
| 2000 i.e. Coupé HF | 1971 à 1974      | 1.229          |

## Curiosité
Une information peu connue même des passionnés : les dernières centaines de moteurs fabriqués par Lancia pour la 2000 ont bénéficié d'une petite révision du système d'injection Bosch pour la rendre plus efficace sur le moteur boxer ce qui a pour conséquence d'élever la puissance de 126 à 130 cv DIN, soit exactement celle des moteurs 2 litres de ses concurrents BMW et Alfa Romeo.
Cette information purement technique ne fut jamais divulguée car le service marketing Lancia craignait que sa clientèle traditionnelle n'apprécie pas la course à la puissance et une publicité vantant cet aspect de la voiture plutôt que ses qualités de confort et de sécurité, qui étaient les références de la marque.